# Wakkerendijk 166
Wakkerendijk 166 is een rijksmonument aan de Wakkerendijk in Eemnes in de provincie Utrecht.
Voor het bedrijfsgedeelte uit 1720-1740 werd in de negentiende eeuw het huidige voorhuis in chaletstijl gebouwd. In 1832 werd het in een koopakte nog beschreven als boerenhofstede bestaande uit een huizinge zijnde een boerenwoning, voorzien van stalling voor paarden en hoornvee, schuur, hooiberg en moestuin. In 1857 is tevens sprake van een moestuin en boomgaard. 
Het huidige huis werd gebouwd in opdracht van arts Mattheaus Bell die het tussen 1812 en 1856 bewoonde. Het huis droeg toen de naam Welkom, in 1870 werd gesproken over een koepel op het erf. In 1969 werd de boerderij bewoond door de familie Seldenrijk, naar wie ook de naastgelegen weg is genoemd.
Het voorhuis bestaat uit anderhalve bouwlaag met een kelder, een verhoogde begane grondlaag en een zolderverdieping. Het dak steekt aan de voor- en achterzijde over, een kenmerk van de chaletstijl. De oorspronkelijke gecementeerde geraapte pleisterlaag is in de jaren negentig van de twintigste eeuw verwijderd. De voordeur wordt omlijst door een kroonlijst en pilasters. Op de zolderverdieping bevinden zich drie schuifvensters met luiken. Het rietgedekte zadeldak van het bedrijfsgedeelte ligt lager dan het voorhuis.